# 卡莉·史派妮
卡莉·史派妮（英語：Cailee Spaeny，/ˈkeɪli ˈspeɪni/，1998年7月24日—），美國女演員及歌手。參演的首部長片為2018年的《環太平洋2：起義時刻》，之後憑藉《貓王與我》（2023年）獲沃爾庇杯最佳女演員獎，並提名金球奖剧情类电影最佳女主角。其他知名作品如電影《入魔》（2020年）、《帝國浩劫：美國內戰》（2024年）和《異形：羅穆路斯》（2024年）。

## 早年
卡莉·史派妮生於田納西州諾克斯維爾，有八個兄弟姊妹。成長過程中，她在斯普林菲爾德小劇團（Springfield Little Theatre）待了很長一段時間，並參與了許多戲劇表演。2014年至2015年，她在戲劇《綠野仙蹤》中飾演主角桃樂絲。

## 職業生涯
2016年9月15日，身為新人演員的史派妮加入2013年電影《環太平洋》續集《環太平洋2：起義時刻》的演出，這同時也是她參演的首部長片。該片由史蒂芬·S·迪奈特執導，2018年3月23日在美國及中國上映。2017年8月，據報導，她加入德魯·戈達德電影《壞事大飯店》的演出陣容。
史派妮2023年憑藉電影《貓王與我》獲頒第80屆威尼斯影展沃爾庇杯最佳女演員獎，以及獲金球奖剧情类电影最佳女主角提名。2024年，史派妮參演了戰爭劇情片《帝國浩劫：美國內戰》，並在科幻恐怖片《異形：羅穆路斯》中擔任主角。

## 作品列表

### 電影
| 年份 | 片名                             | 角色              | 附註 |
| ---- | -------------------------------- | ----------------- | ---- |
| 2016 | 《數到1000》（Counting to 1000） | Erica             | 短片 |
| 2018 | 《環太平洋2：起義時刻》          | Amara Namani      |      |
| 2018 | 《壞事大飯店》                   | Rose Summerspring |      |
| 2018 | 《以性為本》                     | 珍妮·C·金斯堡     |      |
| 2018 | 《為副不仁》                     | 年輕的琳恩·錢尼   |      |
| 2020 | 《入魔》                         | Lily Schechner    |      |
| 2021 | 《後來如何？》                   | Little Liza       |      |
| 2022 | 《無限世界》（Unlimited World）  | Lars              | 短片 |
| 2023 | 《貓王與我》                     | 普里西拉·普里斯萊 |      |
| 2024 | 《帝國浩劫：美國內戰》           | Jessie Cullen     |      |
| 2024 | 《異形：羅穆路斯》               | Rain Carradine    |      |
| 2025 | 《鋒迴路轉：亡者歸來》           |                   |      |

### 電視
| 年份 | 節目名       | 角色                 | 附註   |
| ---- | ------------ | -------------------- | ------ |
| 2019 | 《開發者》   | Lyndon               | 迷你劇 |
| 2021 | 《東城奇案》 | Erin McMenamin       | 迷你劇 |
| 2022 | 《第一夫人》 | 安娜·羅斯福·豪斯泰德 | 7集    |

### MV
| 年份 | 創作者       | 歌名           | 附註 |
| ---- | ------------ | -------------- | ---- |
| 2019 | 全美反對陣線 | 〈送她上天堂〉 |      |

## 外部連結
- 官方网站
- 卡莉·史派妮在互联网电影资料库（IMDb）上的資料（英文）
- 卡莉·史派妮的Instagram帳戶
- 卡莉·史派妮的X（前Twitter）
- 卡莉·史派妮的Facebook專頁
- 卡莉·史派妮在Enjoy Movie上的電影作品列表 （页面存档备份，存于）